# GKV Informatik
Die GKV Informatik eGbR (GKVI; Eigenschreibweise gkv informatik) mit Sitz in Wuppertal ist eine eingetragene Gesellschaft bürgerlichen Rechts mit den Gesellschaftern AOK Nordost, AOK Nordwest und AOK Rheinland/Hamburg. Diesen stellt sie IT-Dienstleistungen in unterschiedlichem Umfang zur Verfügung. Das 2006 gegründete Unternehmen ist eine Arbeitsgemeinschaft nach dem Sozialgesetzbuch § 94 SGB X und beschäftigt an mehreren Standorten in Deutschland insgesamt über 600 Mitarbeiter. Bundesweit betreut die GKVI die Arbeitsplätze von über 41.000 Anwendern an zahlreichen Standorten und realisiert für ihre Gesellschafter unter anderem den zentralen Beitragseinzug für ca. 17 Millionen Versicherte.

## Geschichte

### Gründung
Im Februar 2004 gründete ein Gremium von Vertretern der Barmer Ersatzkasse, verschiedener Landes-AOKs, der ARGE Nord und des AOK-ISC Teltow eine kassenübergreifende Arbeitsgemeinschaft – die ARGE informatik Betrieb. Der Auftrag der Arbeitsgemeinschaft bestand darin, die benötigten IT-Services durch Bündelung von Ressourcen und Wissen nach technischen und wirtschaftlichen Gesichtspunkten in hoher Qualität bereitzustellen. Der im April 2004 unterzeichnete Letter of Intent bildete die Grundlage für den späteren Gesellschaftsvertrag der GKV Informatik. Dieser wurde am 7. April 2006 in der konstituierenden Sitzung der Gesellschafterversammlung von den Vorständen der AOKs Berlin, Brandenburg, Hamburg, Mecklenburg-Vorpommern, Rheinland, Sachsen-Anhalt, Schleswig-Holstein und Westfalen-Lippe sowie der Barmer Ersatzkasse unterzeichnet. Das Unternehmen bediente zu diesem Zeitpunkt circa 23 % (bezogen auf den durch die Krankenkassen repräsentierten Versichertenanteil) des deutschen Marktes der gesetzlichen Krankenversicherung (GKV).

### Gesellschafter
Bereits kurz nach der Gründung der GKV Informatik schlossen sich die AOK Rheinland und die AOK Hamburg zur AOK Rheinland/Hamburg zusammen. Ab Januar 2010 begleitete GKV Informatik die Vereinigungen ihrer Gesellschafter AOK Berlin und AOK Brandenburg zur AOK Berlin-Brandenburg, AOK Westfalen-Lippe und AOK Schleswig-Holstein zur AOK Nordwest sowie später der AOK Berlin-Brandenburg und AOK Mecklenburg-Vorpommern zur AOK Nordost. Zudem fusionierte die Barmer Ersatzkasse im Januar 2010 mit der Gmünder Ersatzkasse zur Barmer GEK. Am 28. Januar 2011 nahm GKV Informatik einen neuen Gesellschafter, die Hanseatische Krankenkasse, auf. Die HEK ist der erste nicht an der Gründung beteiligte Gesellschafter. Zum 1. Januar 2017 fusionierte die Barmer GEK mit der Deutschen BKK zur Barmer Ersatzkasse. Die AOK Sachsen-Anhalt ist ab dem 1. Januar 2019 nicht mehr Gesellschafterin der gkv informatik, die Dienstleistungen endeten bereits im Mai 2018. Zum 31. Dezember 2024 verließen die Gesellschafter Barmer Ersatzkasse und Hanseatische Krankenkasse aus strategischen Gründen die GKV Informatik.

## Leistungen

### Aufbau
Die Unternehmensstruktur ist nach dem Prinzip einer Wertschöpfungskette aufgebaut. Diese beschreibt den Weg einer IT-Dienstleistung von der Planung über die Entwicklung bis zur Produktion und Bereitstellung der IT-Dienstleistung an den Kunden. Die Unternehmensprozesse werden gemäß Best practices des IT-Umfeldes strukturiert. Dazu orientiert sich GKV Informatik an Standard-Referenzmodellen wie ITIL und IIM (Industrialisiertes Informationsmanagement).

### Service
Im Zeitraum von 2017 bis 2021 hat die GKV Informatik ihr Leistungsangebot durch eine  Transformation weiterentwickelt. So betreibt sie beispielsweise keine eigenen Rechenzentren mehr und arbeitet verstärkt mit externen Providern zusammen. Sie selbst bleibt dabei Full-Service-Partner.
Die GKVI beschreibt ihre Leistungen als standardisierte IT-Services in einem modularen Service-Portfolio. Zu den Services im Portfolio gehören unter anderem Infrastruktur-, Applikationsbetriebs- und IT-Services zur Geschäftsprozessunterstützung, die Übernahme von Geschäftsprozessen (BPO-Services) sowie Beratung, Einkauf und Lieferantenmanagement in Hinblick auf die Beschaffung von IT-Lösungen.
Ergänzend dazu umfasst das Service-Portfolio die Bereitstellung und Integration von Software sowie cloudbasierten Anwendungen. Dies schließt das Lifecycle-Management ein, ebenso wie die Koordination von Fachbereichen zur Schaffung ganzheitlicher Lösungen. Weitere Leistungen betreffen den digitalen Posteingang, das Output Management und die Archivierung.

### Providerentwicklung
Im Zuge des Veränderungsprozesses hat die GKV Informatik ein Providermanagement etabliert und ausgebaut. Hier steuert die GKVI ihre Provider, orchestriert alle IT-Services und verbindet sie für ihre Kunden sinnvoll miteinander.

### Oscare
Seit 2006 unterstützt GKV Informatik die automatische Verteilung (engl. „deployment“) der Software Oscare  als GKV-Branchenlösung bei ihren Gesellschaftern. Das auf SAP basierende Softwareprodukt ist eine eingetragene Marke der AOK Systems GmbH. Es bildet als integrative IT-Plattform sämtliche Geschäftsprozesse der gesetzlichen Krankenversicherung ab. Die Software wird zur Unterstützung der Abwicklung von Geschäftsprozessen wie Stammdatenverwaltung, Beitrags- und Leistungsmanagement, Controlling und Statistiken entwickelt. Die Anwendung wird sukzessive in verschiedenen Modulen verteilt.

### Rechenzentren und Datensicherheit
GKV Informatik betrieb bis 2019 zwei zertifizierte Rechenzentren mit einer Gesamtfläche von mehr als 3000 Quadratmetern an zwei räumlich voneinander getrennten Standorten. Durch ein bundesweites Datennetz war das zentrale Rechenzentrum in Wuppertal mit den Niederlassungen der Kunden der GKV Informatik verbunden. Für den Datenschutz und die IT-Sicherheit sorgten moderne technische Sicherheitssysteme sowie strenge Sicherheitsrichtlinien. Brandschutzsensoren, Lösch- und Klimaanlagen sowie eine gesonderte Stromversorgung gewährleisteten die Katastrophenvorsorge und den unterbrechungsfreien Betrieb aller wichtigen Systeme.
Im Zuge des Outsourcings wurde der Betrieb des Rechenzentrums an die T-Systems übergeben.

### Elektronische Gesundheitskarte
Im Frühjahr 2007 wurde GKV Informatik in einem Sicherheitsgutachten der Gematik – Gesellschaft für Telematikanwendungen der Gesundheitskarte die Erlaubnis zur Ausgabe der elektronischen Gesundheitskarte erteilt. Die elektronische Gesundheitskarte dient den gesetzlich Krankenversicherten als Ausweis zur Leistungsinanspruchnahme bei Ärzten, Zahnärzten, in Krankenhäusern und bei sonstigen Leistungserbringern. GKV Informatik betreibt für ihre Gesellschafter die nötige Infrastruktur zur Herausgabe der elektronischen Gesundheitskarte (Erzeugung und Auslieferung der Auftragsdaten) sowie die entsprechenden Fachdienste, wie z. B. das Kartenapplikationsmanagementsystem (KAMS) und den Versichertenstammdatendienst (VSDD), in einer zertifizierten Hochsicherheitsumgebung. Bis heute sind von GKV Informatik insgesamt über 20 Millionen elektronische Gesundheitskarten ausgegeben worden.
Darüber hinaus stellt die GKV Informatik Systeme für den Empfang von elektronischen Arbeitsunfähigkeitsbescheinigungen (eAU) und Heil- und Kostenplänen (eHKP) bereit und unterstützt die Vernetzung im Gesundheitswesen.

## Sonstiges

### Mitgliedschaften
Seit 2009 ist die GKV Informatik Mitglied im Bundesverband Informationswirtschaft, Telekommunikation und neue Medien. Der Branchenverband vertritt die Interessen von über 2200 Unternehmen der digitalen Wirtschaft. Weiterhin gehört GKV Informatik dem Voice – Bundesverband der IT-Anwender an, der die IT-Entscheider seiner Mitgliedsunternehmen miteinander vernetzt.
Die GKVI ist Gründungsmitglied der SGB Cloud-Alliance, einer Initiative zentraler Akteure des Sozialwesens wie der Deutschen Rentenversicherung Bund, der Bundesagentur für Arbeit und mehrerer Krankenkassen. Ziel der Allianz ist es, eine sichere und datenschutzkonforme Cloud-Lösung zu entwickeln, die den Anforderungen des Sozialgesetzbuches entspricht und gleichzeitig die Digitalisierung in der öffentlichen Verwaltung und im Gesundheitswesen vorantreibt. Durch den Austausch von Erfahrungen, Wissen und Ideen gestaltet die GKV Informatik aktiv die Rahmenbedingungen für den Einsatz moderner Cloud-Technologien. 

### Auszeichnungen
In einem Ranking des Magazins Focus wurde GKV Informatik in den Jahren 2014 und 2015 jeweils unter die Top 55 Arbeitgeber Deutschlands in der Branche Telekommunikation und IT gewählt. Auf der 2016 vom Focus veröffentlichten Liste der besten Arbeitgeber Deutschlands in der Branche Telekommunikation und IT wurde GKV Informatik auf Platz 26 gelistet. GKV Informatik wurde 2015 in der Lünendonk-Liste 25 führende IT-Service-Unternehmen in Deutschland geführt.
Geschäftsführer  Ulrich Arnold war 2024 für den Confare Impact Award nominiert.